# Нижний Пишляй
Нижний Пишляй (тат. Түбән Пешли) — село в Атюрьевском районе Мордовии, входит в состав Стрельниковского сельского поселения. Расположено на реке Пишляй.

## История
Первое письменное упоминание о возникновении
Нижнего Пишляя было в актовых документах 1682 года.
По «Списку населённых мест Тамбовской губернии
1866 года» Нижние Пишляй (Большие Пишляй) — казенное село Темниковского уезда, состоящее из 95 дворов. На Темниковской засечной черте юго-восточной границы Российского государства вместе с мордвой служили и татары. Сообщается, что за мордовским Пишляем за обе стороны Ерлатки «добрые земли» за служилыми татарами.

По дореволюционному административному делению д. Нижние Пишляи (Большие Пишляи) относилась к Стрельниковской волости Темниковского уезда Тамбовской губернии. Население в 1862 году составляло 619 чел.
До 1917 г. в Нижнем Пишляе функционировало большое медресе на 500 мест, в нём учился известный татарский драматург Хади Такташ.

### Мечеть
Согласно ведомости приходов и духовных лиц в 1861 году в деревне была построена мечеть, в 1868 г. — вторая. В кон. XX в. количество прихожан обоих приходов составляло 1034 чел. Имамы из рода Урманчеевых.
Название «Пишляй» — топоним от мордовских слов «пеше» — липа и «ляй» — речка (липовый овраг, овраг в липовом лесу или липовая речка). Определение «нижний» указывает, что на речке Пишляй находится и другой населённый пункт с таким же названием -
Верхний Пишляй.

## Население
| 2002 | 2010 |
| ---- | ---- |
| 62   | ↘38  |

Национальный состав
Согласно результатам Всероссийской переписи населения 2002 года, в национальной структуре населения татары составляли 95 %.